# Бригада имени Симона Боливара
Бригада имени Симона Боливара (исп. Brigada Simón Bolívar) — латиноамериканский аналог интернациональных бригад, сражавшихся в гражданской войне в Испании. Сформирована из добровольцев различных стран континента для борьбы в рядах СФНО против никарагуанского диктатора Анастасио Сомосы в заключительном наступлении Сандинистской революции в 1978—1979 годах.

## История

### Формирование «троцкистской интербригады»
Политические организации почти всех латиноамериканских левых течений отправляли своих добровольцев по согласию с руководством СФНО. Так, с сентября 1978 года в Никарагуа присутствовала панамская бригада имени Викториано Лоренсо, которая была сформирована с разрешения правительства генерала Омара Торрихоса. Инициатива по созданию бригады имени Симона Боливара, бывшая частью этой латиноамериканской солидарности, исходила от аргентинского троцкиста Науэля Морено, вербовавшего бойцов из различных стран региона, главным образом Колумбии и Венесуэлы, но также из Панамы, Аргентины, Чили, Боливии, Бразилии (и даже трое североамериканцев). По оценкам организаторов, на призыв в Колумбию вызвались около 1200—1500 добровольцев — не только троцкистов, но и других левых и профсоюзных активистов. Из них в состав бригады попали 250 человек; к бригаде присоединялись и никарагуанцы.
Гаитянские бригады, созданные политическими эмигрантами в Нью-Йорке и «Сандинисты за Социализм», сформированные никарагуанцами и сальвадорцами, проживающими в Лос-Анджелесе, предоставили «Бригаде имени Симона Боливара» около 150 отборных добровольцев. Некоторые организации Четвёртого Интернационала мгновенно ответили на создание колумбийского формирования для помощи Сандинистской революции. В Коста-Рике были сформированы две добровольческие колонны — «Бригада имени Симона Боливара» и «Колонна имени Хуана Сантамария», включавшие в себя в общей сложности около 190 товарищей. В Панаме местная Социалистическая партия трудящихся организовала «Бригаду имени Викториано Лоренсо» и позднее направила в «Бригаду имени Симона Боливара» около 70 человек. То же самое произошло и в Эквадоре, который направил в бригаду три десятка товарищей. В Аргентине и Бразилии не было публичных призывов к оказанию помощи никарагуанским борцам за освобождения ввиду тяжёлой политической ситуации, однако и оттуда в Колумбию приезжали десятки добровольцев. В Чили была сформирована «Колонна Сальвадор Альенде», укомплектованная членами подпольной Социалистической партии, достигших соглашения с «Бригадой имени Симона Боливара» по двум существенным вопросам: 1) Вооружённая подготовка и деятельность внутри вооружённых структур FSLN, 2) Содействие в осуществлении независимой классовой политики в Никарагуа. В других странах, таких как Боливия и Мексика существенных результатов достигнуто не было.

Существование бригады было объявлено руководством колумбийской моренистской Социалистической партии трудящихся на пресс-конференции в Боготе 13 июня 1979 года, когда её бойцы уже были в лагерях Южного фронта на границе с Коста-Рикой. При этом, хотя тогдашний командующий фронтом Эден Пастора от имени Объединённого национального директората официально приветствовал «товарищей из интернациональной бригады Симона Боливара, готовых принять участие в освободительной борьбе никарагуанского народа», политическое руководство сандинистов не разрешило им воевать отдельной колонной, но вступать в существующие партизанские отряды СФНО.

### Участие в Сандинистской революции
Вклад бригады в победу Сандинистской революции являлся предметом полемики. Подавляющее большинство моренистских течений подчёркивают, что бригада Симона Боливара провела героическое наступление на один из последних оплотов Сомосы в Никарагуа, отправив 70 бойцов и заняв прибрежный город Блуфилдс (экономически важный не только как карибский порт, но и из-за рыбных, нефтяных, сельскохозяйственных и лесозаготовительных ресурсов), где у сандинистов было мало сил.
Другой контингент бригады им. Симона Боливара, прибывший в Манагуа 19 июля 1979 года в составе войск Южного фронта, сразу же в хаосе революции посвятил себя деятельности по организации независимых профсоюзов, опыт строительства которых многие из иностранных волонтёров приобрели в своих странах. В общей сложности, они участвовали в формировании 92 профсоюзов или заводских комитетов, которые должны были осуществлять оккупации работниками предприятий и взять на себя политическое, военное и административное управление на них.
Кроме того, они содействовали изгнанию чиновников Сомосы и созданию народных судов, экспроприации землевладельцев и переделу земли в пользу крестьян. Бригада также требовала преобразования «Комитетов сандинистской защиты», ранее сражавшихся против сомовской Национальной гвардии, в народную милицию — «Комитеты гражданской обороны» (Comites de Defensa Civil), однако сандинистское правительство после победы революции распустило вооружённые комитеты, заменив регулярной армией и полицией, как и в любом другом буржуазном государстве.

### Конфликт с руководством СФНО и выдворение из Никарагуа
Стремление членов бригады им. Боливара к немедленному углублению революционных процессов привело её к конфронтации с правительством Правительственной хунты национального возрождения, которое в середине августа вызвало их Манагуа, где сообщило об их разоружении и исключении из рядов СФНО. Хотя в ответ на улицы столицы вышли 5 тысяч симпатизирующих бригаде с требованиями о предоставлении всем комбатантам военного соединения никарагуанского гражданства, около 70 бойцов BSB были выдворены из Никарагуа по обвинению в «экстремизме».
На специально предоставленном правительством самолёте их выслали в Панаму, где, после тюремного заключения (а для некоторых из них даже пыток), практически все они были высланы в Колумбию, где на них также обрушились репрессии реакционного правительства Хулио Сесара Турбая, подозревавшего бригадистов в том, что те вернулись для организации очередной герильи.
Троцкистские организации Воссоединённого Четвёртого интернационала (ЧИ), ориентирующиеся на Эрнеста Манделя продолжали поддерживать сандинистов, тогда как Морено со сторонниками квалифицировали СФНО как «буржуазный» и «соглашательский», что привело к разрыву между этими двумя тенденциями. В рамках этого спора колумбийская секция выступила против действий бригады Симона Боливара. Моренисты («Большевистская фракция Четвёртого интернационала») покинули ЧИ, ненадолго объединились с Организационным комитетом за реконструкцию Четвёртого интернационала Пьера Ламбера и затем образовали Международную лигу трудящихся — Четвёртый интернационал.

## Известные участники
- Луис Сепульведа